# Akademie für Kardiotechnik
Die Akademie für Kardiotechnik (AfK) ist eine Einrichtung des Deutschen Herzzentrums Berlin (DHZB) zur Aus- und Weiterbildung von medizinischem Fachpersonal zum/zur Kardiotechniker(in). 
Die AfK nahm im April 1988 ihren Betrieb auf und erreichte 1991 die staatliche Anerkennung des Berufes im Land Berlin. 
Seit 2008 wird in Zusammenarbeit mit der Steinbeis Hochschule der Bachelor-Studiengang Bachelor of Science in Cardiovascular Perfusion angeboten. Die Ausbildungs- und Studienangebote sind in dieser Form in Deutschland einmalig. 
Die Akademie wird von dem Kardiotechniker Frank Merkle geleitet.